# Élections législatives de 1958 dans les Landes
Les élections législatives françaises de 1958 se déroulent les 23 et 30 novembre 1958. Dans le département des Landes, trois députés sont à élire dans le cadre de trois circonscriptions.

## Élus
| Circonscription | Député élu          | Parti | Parti |
| --------------- | ------------------- | ----- | ----- |
| 1re             | Robert Besson       |       | UNR   |
| 2e              | Max Moras           |       | UNR   |
| 3e              | Jean-Marie Commenay |       | MRP   |

## Système électoral
Pour la première fois depuis 1936, les élections législatives ont lieu au scrutin uninominal majoritaire à deux tours dans des circonscriptions uninominales.
Est élu au premier tour le candidat qui réunit la majorité absolue des suffrages exprimés et un nombre de voix au moins égal au quart (25 %) des électeurs inscrits dans la circonscription. Si aucun des candidats ne satisfait ces conditions, un second tour est organisé entre les candidats ayant réuni un nombre de voix au moins égal à 5 % des suffrages exprimés. Au second tour, le candidat arrivé en tête est déclaré élu.
Le seuil de qualification, basé sur un pourcentage relativement faible des suffrages exprimés, tend à faciliter l'accès au second tour de plus de deux candidats. Les candidats en lice au second tour peuvent ainsi fréquemment être trois, un cas de figure appelé « triangulaire ». Lorsque quatre candidats s'affrontent au second tour, on parle de « quadrangulaire ».

## Résultats

### Résultats à l'échelle du département
| Parti          | Parti                                            | Premier tour | Premier tour | Second tour | Second tour | Sièges |
| Parti          | Parti                                            | Voix         | %            | Voix        | %           | Sièges |
| -------------- | ------------------------------------------------ | ------------ | ------------ | ----------- | ----------- | ------ |
|                | Union pour la nouvelle République                | 35 955       | 27,14        | 47 089      | 35,30       | 2      |
|                | Droite parlementaire                             | 35 955       | 27,14        | 47 089      | 35,30       | 2      |
|                |                                                  |              |              |             |             |        |
|                | Section française de l'Internationale ouvrière   | 39 830       | 30,06        | 46 690      | 35,00       | 0      |
|                | Mouvement républicain populaire                  | 20 048       | 15,13        | 22 205      | 16,65       | 1      |
|                | Parti communiste français                        | 18 987       | 14,33        | 17 409      | 13,05       | 0      |
|                | Parti républicain, radical et radical-socialiste | 17 672       | 13,34        | Retrait     | Retrait     | 0      |
|                |                                                  |              |              |             |             |        |
| Inscrits       | Inscrits                                         | 173 129      | 100,00       | 173 104     | 100,00      | 3      |
| Abstentions    | Abstentions                                      | 37 214       | 21,49        | 37 546      | 21,69       |        |
| Votants        | Votants                                          | 135 915      | 78,51        | 135 558     | 78,31       |        |
| Blancs et nuls | Blancs et nuls                                   | 3 423        | 2,52         | 2 165       | 1,6         |        |
| Exprimés       | Exprimés                                         | 132 492      | 97,48        | 133 393     | 98,4        |        |

### Résultats par circonscription

#### Première circonscription (Mont-de-Marsan)
| Candidat       | Candidat          | Parti          | Premier tour | Premier tour | Second tour | Second tour |  |
| Candidat       | Candidat          | Parti          | Voix         | %            | Voix        | %           |  |
| -------------- | ----------------- | -------------- | ------------ | ------------ | ----------- | ----------- |  |
|                | Robert Besson élu | UNR            | 15 223       | 37,71        | 20 202      | 50,32       |  |
|                | Marcel David      | SFIO           | 11 385       | 28,2         | 15 197      | 37,85       |  |
|                | Henri Lacoste     | Radsoc         | 8 525        | 21,12        | Retrait     | Retrait     |  |
|                | Henri Séguès      | PCF            | 5 236        | 12,97        | 4 747       | 11,82       |  |
|                |                   |                |              |              |             |             |  |
| Inscrits       | Inscrits          | Inscrits       | 53 523       | 100,00       | 53 532      | 100,00      |  |
| Abstentions    | Abstentions       | Abstentions    | 11 927       | 22,28        | 12 644      | 23,62       |  |
| Votants        | Votants           | Votants        | 41 596       | 77,72        | 40 888      | 76,38       |  |
| Blancs et nuls | Blancs et nuls    | Blancs et nuls | 1 227        | 2,95         | 742         | 1,81        |  |
| Exprimés       | Exprimés          | Exprimés       | 40 369       | 97,05        | 40 146      | 98,19       |  |

#### Deuxième circonscription (Dax)
| Candidat       | Candidat            | Parti          | Premier tour | Premier tour | Second tour | Second tour |  |
| Candidat       | Candidat            | Parti          | Voix         | %            | Voix        | %           |  |
| -------------- | ------------------- | -------------- | ------------ | ------------ | ----------- | ----------- |  |
|                | Max Moras élu       | UNR            | 14 548       | 29,36        | 26 874      | 54,04       |  |
|                | Camille Dussarthou  | SFIO           | 13 560       | 27,37        | 15 447      | 31,06       |  |
|                | Jean Lespiau        | PCF            | 7 882        | 15,91        | 7 407       | 14,9        |  |
|                | Xavier Defos du Rau | MRP            | 7 632        | 15,4         | Retrait     | Retrait     |  |
|                | Camille Labat       | Radsoc         | 5 924        | 11,96        | Retrait     | Retrait     |  |
|                |                     |                |              |              |             |             |  |
| Inscrits       | Inscrits            | Inscrits       | 63 784       | 100,00       | 63 733      | 100,00      |  |
| Abstentions    | Abstentions         | Abstentions    | 13 205       | 20,7         | 13 270      | 20,82       |  |
| Votants        | Votants             | Votants        | 50 579       | 79,3         | 50 463      | 79,18       |  |
| Blancs et nuls | Blancs et nuls      | Blancs et nuls | 1 033        | 2,04         | 735         | 1,46        |  |
| Exprimés       | Exprimés            | Exprimés       | 49 546       | 97,96        | 49 728      | 98,54       |  |

#### Troisième circonscription (Saint-Sever)
| Candidat       | Candidat                | Parti          | Premier tour | Premier tour | Second tour | Second tour |  |
| Candidat       | Candidat                | Parti          | Voix         | %            | Voix        | %           |  |
| -------------- | ----------------------- | -------------- | ------------ | ------------ | ----------- | ----------- |  |
|                | Charles Lamarque-Cando  | SFIO           | 14 885       | 34,96        | 16 046      | 36,87       |  |
|                | Jean-Marie Commenay élu | MRP            | 12 416       | 29,16        | 22 205      | 51,02       |  |
|                | Jacques Bagnères        | UNR            | 6 184        | 14,52        | 13          | 0,03        |  |
|                | Rémy Dubroca            | PCF            | 5 869        | 13,78        | 5 255       | 12,08       |  |
|                | Alain Dutoya            | Radsoc         | 3 223        | 7,57         | Retrait     | Retrait     |  |
|                |                         |                |              |              |             |             |  |
| Inscrits       | Inscrits                | Inscrits       | 55 822       | 100,00       | 55 839      | 100,00      |  |
| Abstentions    | Abstentions             | Abstentions    | 12 082       | 21,64        | 11 632      | 20,83       |  |
| Votants        | Votants                 | Votants        | 43 740       | 78,36        | 44 207      | 79,17       |  |
| Blancs et nuls | Blancs et nuls          | Blancs et nuls | 1 163        | 2,66         | 688         | 1,56        |  |
| Exprimés       | Exprimés                | Exprimés       | 42 577       | 97,34        | 43 519      | 98,44       |  |